# 4,6 × 30 mm

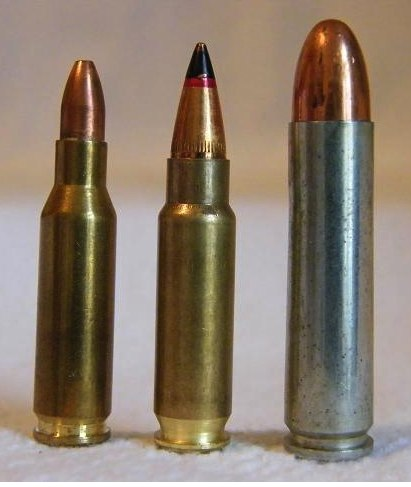
4,6 × 30 mm, 5,7 × 28 mm, .30 Carbine im Vergleich

Die 4,6 × 30 mm ist die Patrone der MP7-Maschinenpistole von Heckler & Koch. Sie wurde hauptsächlich entwickelt, um durch den kleineren Durchmesser des Geschosses den Durchschlag von moderner Körperpanzerung zu ermöglichen, der mit der Munition des Vorgängermodells MP5 nicht möglich war.

## Beschreibung
Durch die Geometrie des Geschosses mit hinten liegendem Schwerpunkt überschlägt es sich beim Durchqueren von Weichteilgewebe und hinterlässt so einen größeren Wundkanal als sein eigentlicher Durchmesser, dadurch ist die Mannstoppwirkung als sehr gut anzusehen. Wegen ihres geringen Rückstoßes aufgrund ihres niedrigen Geschossgewichtes sind Waffen dieses Kalibers besonders bei Feuerstößen leichter im Ziel zu halten als größerkalibrige Waffen. Die Zielgenauigkeit wird überdies durch die Erhöhung der Geschossgeschwindigkeit und einer dadurch gestreckteren Flugbahn verbessert. Zudem kann der Schütze deutlich mehr der leichteren Munition mit sich führen und es passen mehr Patronen in das Magazin.

### Munitionssorten
- 4,6 × 30 mm Action; Geschossgewicht 2,0 Gramm (für den polizeilichen Einsatz vorgesehen)
- 4,6 × 30 mm Penetrator (DM11); Geschossgewicht 2,0 Gramm
- 4,6 × 30 mm Ball (DM21); Geschossgewicht 2,6 Gramm

Die Verwendung innerhalb der Bundeswehr ist aus der Liste von Bundeswehrmunition ersichtlich.

### Leistung
- Durchschlag eines Gelatineblocks auf 50 m: 280 mm
- Energieabgabe auf eine beschusshemmende Weste auf 50 m (1,6 mm Titan + 20 Schichten Kevlar): 220 J
- Energieabgabe auf eine beschusshemmende Weste auf 100 m (1,6 mm Titan + 20 Schichten Kevlar): 115 J

## Waffen
- HK MP7/MP7A1
- HK UCP/P46
- Anschütz 1771 D G[1]